# 畢璞
畢璞（1922年5月16日—2016年1月1日） ，本名周素珊，廣東廣州人，中華民國廣播人、作家、翻譯家。

## 生平
畢璞出生於廣州，嶺南大學中文系肄業。父親廣東順德縣潭州村人，任教於嶺南大學；母親廣東花縣人。在七個兄弟姐妹中排行老大的她，小時在嶺大附屬幼稚園就讀，幼年時全家曾居住於天津數年，八歲時再回到廣州。
1943年，抗戰時期，隨父母從澳門逃至廣東與廣西邊界都城的她，將一路上許多事情寫下成〈粵西之行〉投稿到《旅行便覽》雜誌，成為她首次投稿。次年，隨著家人從梧州逃至桂林，又將一路歷程寫成〈撫河舟行20日〉投稿到《宇宙風》，結識當時其雜誌主編葉廣良與發行人林翊重。林翊重的五叔為林語堂。日後她與林翊重在貴陽不期而遇，戰後成為她丈夫。
1948年，畢璞與丈夫、子女來臺，丈夫當時於《公論報》工作，一家人住在報社的日式公家宿舍。她的生活重心放在照顧孩子，大概1951年以後才開始繼續創作。婦聯會的《中華婦女》主編請她先生的朋友翻譯一系列編織毛線的文章，但該朋友認為自己不太合適，於是推薦畢璞來進行翻譯，開啟了她在台灣的譯作生涯。1952年開始到廣播電台擔任編輯，從廣播稿到廣告文案，甚至是信件都由她一人負責。早期的創作大多是寫家庭方面的文章，而後她開始寫短篇小說及中篇小說，散文則是之後。
在有廣播電台編輯的經驗後，畢璞轉往報社，先後於《大華晚報》、《徵信新聞》擔任家庭版編輯。原來《大華晚報》「甜蜜的家庭」版主編是鍾梅音，一開始是畢璞在為她寫專欄，之後她因病辭職，所以畢璞接下了這份任務。畢璞表示在《大華晚報》是自己最滿意的一段，「甜蜜的家庭」版讓她非常能夠發揮自己，也因工作而認識很多文友，是她最愉快的一段生活。
1956年，畢璞出版她的第一本作品，為短篇小說《故國夢重歸》。1958年，林語堂首度訪台並與畢璞第一次會面，兩人還以閩南語交談。
1966年後，畢璞搬家住於台北縣永和，在靠近南勢角長住。該地有許多作家同行，如呼嘯就住在她家後陽台斜對面；季季、心岱、羊令野住在秀朗路；孫靜芝住在德和路；陸白烈住國中路；丘秀芷、符兆祥、張漱菡住永安街等等。敻虹住在她斜對門樓下，朱嘯秋住呼嘯附近，畢璞卻沒與敻虹、朱嘯秋兩人碰過面。到晚年才搬離永和。
1997年後畢璞就不再寫小說，轉而多寫散文。
2013年夏，畢璞為幫助《文訊》雜誌財政，捐出豐子愷當初投稿到《宇宙風》的畫稿。2014年7月7日，《畢璞全集》新書發表會在立法院紅樓第一會議室舉辦，與談人有吳宏一、封德屏、劉靜娟，當日畢璞因高齡不方便出席會場。全集出版後，她仍間有創作，正準備將《老來可喜》增訂版整理出版時，於2016年元旦過世。

## 逸事
畢璞十幾歲被相命師說是「文書來生」。
有一位某人去永和拜訪畢璞，因雨遲到半小時；畢璞完全沒有生氣，邊小聲聽著古典音樂邊接受採訪。

## 作品
在畢璞出版的40部著作中，有14部短篇小說、3部中篇小說、12部散文、小說散文合集1部、2部傳記、1部雜文、3部兒童文學作品、4部翻譯小說。散文作品〈第一次真好〉被選入國立編譯館國民中學國文課本。

### 小說
| 出版日期   | 書籍名稱           | 出版社           |
| 1956年10月 | 《故國夢重歸》     | 文友書店         |
| 1961年11月 | 《風雨故人來》     | 皇冠出版社       |
| 1962年6月  | 《十六歲》         | 大業書店         |
| 1964年1月  | 《心靈深處》       | 光啟出版社       |
| 1967年3月  | 《寂寞黃昏後》     | 臺灣商務印書館   |
| 1968年6月  | 《春風野草》       | 博愛圖書公司     |
| 1968年8月  | 《秋夜宴》         | 水牛出版社       |
| 1969年2月  | 《陌生人來的晚上》 | 皇冠出版社       |
| 1969年9月  | 《綠萍姊姊》       | 台灣東方出版社   |
| 1970年2月  | 《再見！秋水！》   | 三民書局         |
| 1971年7月  | 《橋頭的陌生人》   | 立志出版社       |
| 1977年3月  | 《黑水仙》         | 水芙蓉出版社     |
| 1978年9月  | 《溪頭月》         | 學人文化公司     |
| 1979年9月  | 《出岫雲》         | 中央日報社       |
| 1981年9月  | 《清音》           | 水芙蓉出版社     |
| 1987年3月  | 《明日又天涯》     | 采風出版社       |
| 1997年7月  | 《有情世界》       | 臺北縣立文化中心 |

### 散文
| 出版日期   | 書籍名稱           | 出版社         |
| 1968年9月  | 《心燈集》         | 立志出版社     |
| 1969年12月 | 《心底微波》       | 驚聲文物供應社 |
| 1975年1月  | 《心靈漫步》       | 彩虹出版社     |
| 1975年4月  | 《無言歌》         | 水芙蓉出版社   |
| 1978年9月  | 《畢璞散文集》     | 道聲出版社     |
| 1979年3月  | 《冷眼看人生》     | 水芙蓉出版社   |
| 1979年7月  | 《心在水之湄》     | 大地出版社     |
| 1982年6月  | 《午後的冥想》     | 堯舜出版公司   |
| 1984年7月  | 《春花與春樹》     | 大地出版社     |
| 1988年7月  | 《第一次真好》     | 文經社         |
| 1993年3月  | 《老樹春深更著花》 | 東大圖書公司   |
| 2002年8月  | 《去年紅葉》       | 文史哲出版社   |
| 2011年11月 | 《老來可喜》       | 釀出版         |

### 兒童文學
| 出版日期  | 書籍名稱         | 出版社           |
| 1966年5月 | 《一個真的娃娃》 | 臺灣省政府教育廳 |
| 1967年4月 | 《難忘的假期》   | 臺灣省政府教育廳 |
| 1983年6月 | 《化悲哀為力量》 | 近代中國出版社   |

### 傳記
| 出版日期  | 書籍名稱                   | 出版社         |
| 1979年5月 | 《秋風秋雨愁煞人──秋瑾傳》 | 近代中國出版社 |
| 1982年6月 | 《革命筆雄──章太炎傳》     | 近代中國出版社 |

### 合集
| 出版日期   | 書籍名稱          | 出版社   |
| 1987年8月  | 《畢璞自選集》    | 黎明文化 |
| 2011年3月  | 《畢璞全集‧散文》 | 釀出版   |
| 2011年10月 | 《畢璞全集‧小說》 | 釀出版   |